# 一毛錢
《一毛錢》（英語：The Coin）是1964年邵氏公司出品的一部香港文藝愛情黑白電影，由李翰祥執導，李麗華、張仲文、關山及張沖主演。電影講述潔身自愛的歌場女子有著不同的愛情結局與遭遇。本片榮獲第3屆金馬獎最佳黑白攝影獎。

## 劇情
舞女葉蘭（李麗華 飾）辦完年貨回家，不料被冒失的實習醫生李子文（關山 飾）撞到，趕忙收拾被撞跌的東西。回家後，葉蘭赫然發現屬於男方的一毛錢，而雙方亦因為這一毛錢而結下了緣份。在一次火警後二人的感情更進一步，可惜好事多磨，婚姻遭到子文家長反對，男方更被父母軟禁。另一邊廂，子文的同事小丁（張沖 飾）與同為舞女的王麗娟（張仲文 飾）戀情發展順利，宣佈結婚。葉蘭失去子文後生活拮据，昔日舞客梁雨農（楊志卿 飾）贈予二十萬元，雖然葉蘭回絕，但卻被剛好出現的子文看到而誤會蘭拜金，二人戀情悲劇收場。

## 角色
| 演員     | 角色   | 備註                             |
| 李麗華   | 葉蘭   | 舞女                             |
| 張仲文   | 王麗娟 |                                  |
| 關山     | 李子文 | 見習醫生                         |
| 張沖     | 小丁   |                                  |
| 黃曼     | 朱玲   | 舞女                             |
| 歐陽莎菲 | 陳媽   | 女傭                             |
| 楊志卿   | 梁雨農 | 豪客                             |
| 李英     | 胡院長 | 李子文的叔叔，反對子文與蘭的戀情 |
| 洪波     |        |                                  |
| 馬笑儂   |        |                                  |
| 高寶樹   |        |                                  |
| 王沖     | 陳其昌 | 朱玲丈夫                         |
| 浮樂蓮   |        |                                  |

## 花絮
- 邵氏公司為宣傳電影《一毛錢》推出「猜毫遊戲」，讓觀眾競猜一玻璃樽內的硬幣數目，玻璃樽連同遊戲獎品同時陳列於京華戲院、黃金戲院及樂都戲院的大堂。當中陳列於京華戲院大堂的其中一份遊戲獎品原子粒收音機被人竊去，需報警求助[5]。

## 獎項
| 年份 | 頒獎典禮    | 獎項           | 名字   | 結果 |
| ---- | ----------- | -------------- | ------ | ---- |
| 1965 | 第3届金馬獎 | 最佳黑白攝影獎 | 王劍寒 | 獲獎 |

## 外部連結
- 香港影庫上《一毛錢》的資料（繁體中文）
- 时光网上《一毛錢》的資料（简体中文）
- 豆瓣电影上《一毛錢》的資料 （简体中文）
- 互联网电影数据库（IMDb）上《一毛錢》的资料（英文）